# Сепо-Сен-Ромен
Сепо-Сен-Ромен (фр. Sépeaux-Saint Romain) — муніципалітет у Франції, у регіоні Бургундія-Франш-Конте, департамент Йонна. Сепо-Сен-Ромен утворено 1 січня 2016 року шляхом злиття муніципалітетів Сен-Ромен-ле-Пре i Сепо. Адміністративним центром муніципалітету є Сепо. Населення — 497 осіб (01.01.2021).